# Perimeter Institute

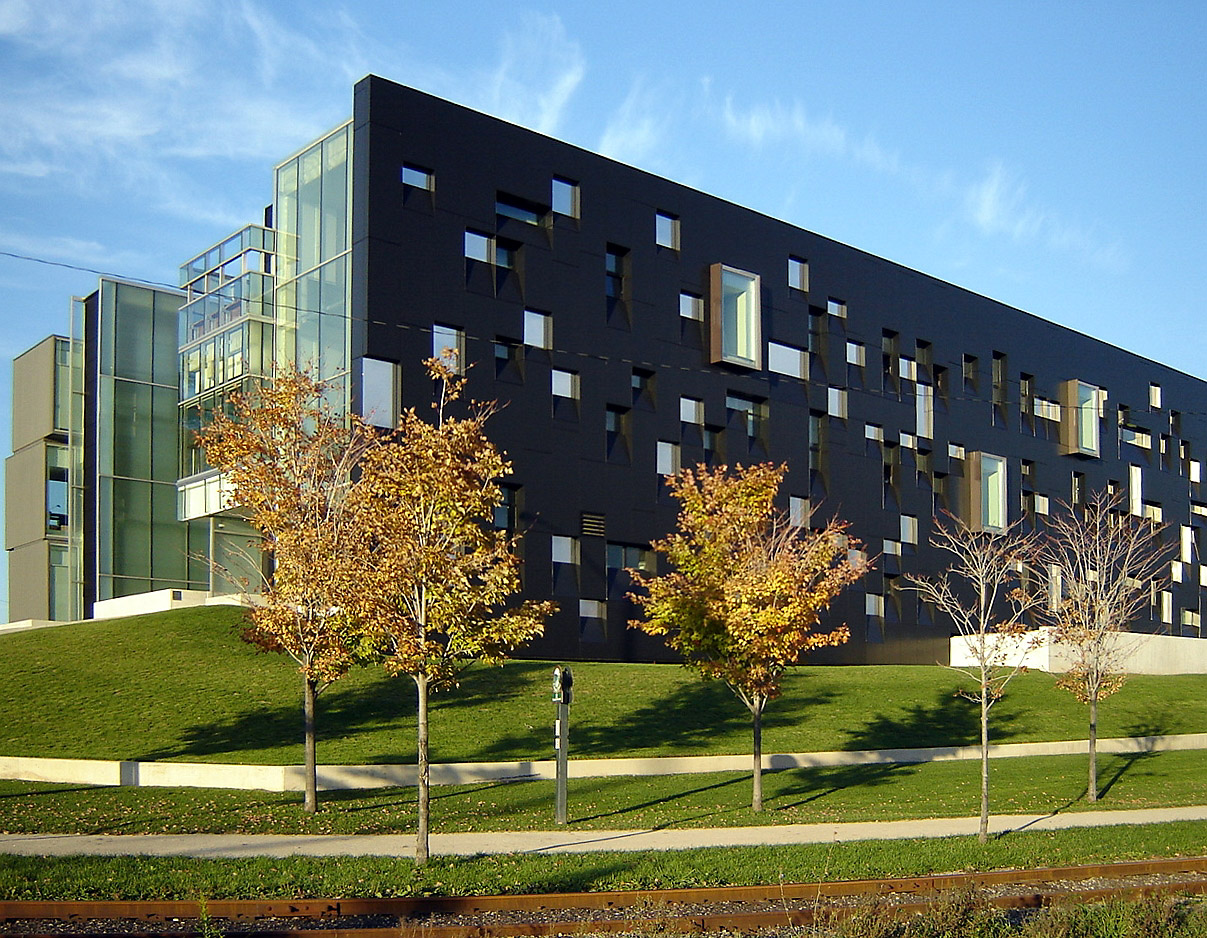
L'edificio del Perimeter Institute

Il Perimeter Institute for Theoretical Physics è un centro di ricerca sulla fisica teorica, situato a Waterloo in Canada, fondato nel 1999.
Il centro svolge inoltre attività di divulgazione scientifica, ed è diretto da Neil Turok, oltre ad avvalersi come collaboratori di molti fisici teorici in attività.

## Ricerche svolte al Perimeter Institute
- Sistemi complessi
- Cosmologia e gravità
- Fisica delle particelle
- Teoria delle stringhe e Gravità quantistica
- Informazione quantistica